# Matías Gutiérrez
Matías Ignacio Gutiérrez Breve (3 maggio 1994) è un calciatore cileno, centrocampista del Colo-Colo B.

## Carriera

### Club
Con il Colo Colo ha esordito in prima squadra giocando una partita nel campionato 2012.

### Nazionale
Ha esordito in Nazionale il 21 dicembre 2011 nell'amichevole Cile-Paraguay (3-2).